# تاکومی شیما
تاکومی شیما (انگلیسی: Takumi Shima؛ زادهٔ ۳ اکتبر ۱۹۶۷) بازیکن فوتبال اهل ژاپن است.
از باشگاه‌هایی که در آن بازی کرده‌است می‌توان به باشگاه فوتبال سانفریس هیروشیما اشاره کرد.